# Mötley Crüe: Dr. Feelgood the Videos
Dr. Feelgood: The Videos es un video álbum de la banda estadounidense de hard rock Mötley Crüe, lanzado como VHS en 1991. Este VHS incluía los 5 videos lanzados como sencillo del álbum Dr. Feelgood: «Dr. Feelgood», «Kickstart My Heart», «Without You», «Don't Go Away Mad (Just Go Away)» y «Same Ol' Situation (S.O.S.)».

## Lista de videos
1. Dr. Feelgood
2. Kickstart My Heart
3. Without You
4. Don't Go Away Mad (Just Go Away)
5. Same Ol' Situation (S.O.S.)